# Erigeron mimus
Erigeron mimus là một loài thực vật có hoa trong họ Cúc. Loài này được (S.F.Blake) G.L.Nesom mô tả khoa học đầu tiên năm 1982.